# Линейные корабли типа Crown
Линейные корабли типа Crown — три 64-пушечных линейных корабля третьего ранга, построенных для Королевского флота сэром Эдвардом Хантом по проекту, утверждённому 14 октября 1778 года. Проект отличался несколько большей длиной и дополнительной парой пушечных портов на опер-деке, под погонные пушки. Неизвестно, были в них постоянные пушки или нет. Во всяком случае, эти порты располагались слишком близко к загону для скота, так что их использование было явно стеснено. 
К моменту разработки проекта 64-пушечные линейные корабли считались уже слабо пригодными к эскадренному бою, а потому тип Crown оказался последним из британских типов 64-пушечного корабля. После него проектировались только 74-пушечные и выше.

## Корабли
- HMS Crown

Строитель: Перри, Блэкуолл

Заказан: 14 октября 1778 года

Заложен: сентябрь 1779 года

Спущён на воду: 15 мая 1782 года

Выведен: разобран в 1816 году

- HMS Ardent

Строитель: Стейвз и Парсонс, Бурследон

Заказан: 9 сентября 1779 года

Заложен: октябрь 1780 года

Спущён на воду: 21 декабря 1782 года

Выведен: взорвался в 1794 году

- HMS Scipio

Строитель: Барнард, Дептфорд

Заказан: 11 ноября 1779 года

Заложен: январь 1780 года

Спущён на воду: 22 октября 1782 года

Выведен: разобран в 1798 году